# Пенсильванские немцы

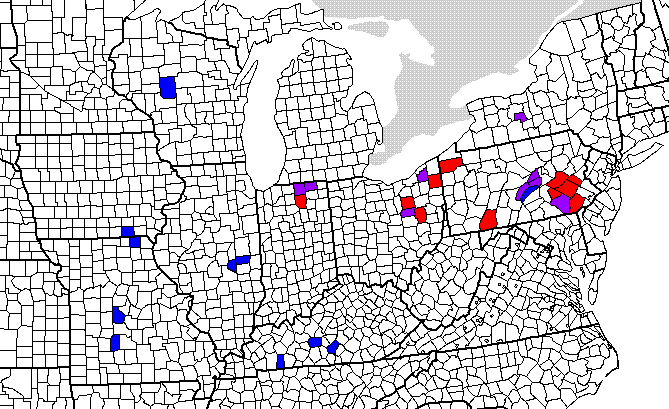
Графства со значительными группами пенсильванских немцев в относительном и абсолютном отношении.

Пенсильва́нские немцы (англ. Pennsylvania Dutch, Pennsylvania Deitsch, Pennsylvania Germans) — потомки переселенцев XVII—XVIII веков из Западной и Южной Германии (прежде всего Пфальца), поселившихся прежде всего в Пенсильвании (откуда название), а затем в некоторых соседних штатах.
Традиционный язык пенсильванских немцев — пенсильванско-немецкий диалект — восходит к рейнско-пфальцскому диалекту, который входит в рейнскофранкское наречие западносредненемецкой группы средненемецких диалектов верхненемецкего кластера («языка»). В настоящее время он сохраняется в живом общении лишь в сельских общинах амишей и менноннитов. Все пенсильванские немцы говорят по-английски.
Одним из основных районов проживания пенсильванских немцев является юго-восток штата Пенсильвания (Dutch Country). Кроме того, они живут на севере Индианы, на востоке центрального Иллинойса, в центре Огайо, в штатах Мэриленд, Виргиния, Западная Виргиния, Северная Каролина; а также в канадской провинции Онтарио.

### Напенсильванско-немецком
- Deitscherei.org — Fer der Deitsch Wandel Архивная копия от 17 октября 2020 на Wayback Machine
- Hiwwe wie Driwwe — The Pennsylvania German Newspaper Архивная копия от 11 января 2007 на Wayback Machine
- Pennsylvania German Encyclopedia